# Greg Puciato
Gregory John Puciato (ur. 27 marca 1980 w Baltimore) – amerykański muzyk, kompozytor, wokalista, autor tekstów i instrumentalista, znany z występów w grupie muzycznej The Dillinger Escape Plan, do której dołączył w 2001.

## Życiorys
Urodził się i wychowywał w Baltimore w stanie Maryland. Uczęszczał do prywatnej szkoły katolickiej. Studiował przez rok w Maryland. Jako dziecko za pośrednictwem MTV miał „obsesję na punkcie” Guns N’ Roses, którego był fanem. Około dziewiątego roku życia zafascynowany wideoklipem Metalliki do utworu „One”, zainteresował się hard rockiem, funk metalem i extreme metal. W tym okresie Puciato zaczął grać na gitarze, a „Seek & Destroy” Metalliki był pierwszą piosenką, której nauczył się grać. Opisuje kolejne lata jako skoncentrowane na thrash metalu i Nintendo, a wkrótce potem na Bad Brains. Jego największymi inspiracjami wokalnymi był Faith No More oraz wokaliści Primus i Living Colour.
W 2001, w wieku 21 lat dołączył do The Dillinger Escape Plan, mocno wyróżniając się wśród 100 innych kandydatów na wokalistów. Pierwszą zaśpiewaną dla zespołu piosenką było „Baby's First Coffin” umieszczone na płycie Miss Machine. Stał się znany jest z odważnych, często niebezpiecznych zachowań na scenie.
Magazyn muzyczny „Revolver Magazine” umieścił go na liście „37 najlepszych metalowych frontmanów”. Z kolei w 2009 wokalista został sklasyfikowany na 35. miejscu listy 50 najlepszych heavymetalowych frontmanów wszech czasów według Roadrunner Records.
W 2012 romansował z byłą aktorką filmów pornograficznych Jenną Haze.

## Wybrana dyskografia
- Genghis Tron – Board Up The House (2008, gościnnie)[11]
- A Static Lullaby – Rattlesnake! (2008, gościnnie)[12]
- Soulfly – Omen (2010, gościnnie)[13]
- Architects – The Here And Now (2011, gościnnie)[14]
- Devin Townsend Project – Deconstruction (2011, gościnnie)[15]
- Suicide Silence – You Can't Stop Me (2014, gościnnie)[16]
- Lamb of God – VII: Sturm und Drang (2015, gościnnie)[17]